# 基卡普 (北達科他州)
基卡普（英語：Kickapoo）是位於美國北達科他州基德縣的一個未組織地區。

## 地方資料
基卡普的面積為91.94平方千米，當中陸地面積為85.54平方千米，而水域面積為6.40平方千米。根據2010年美國人口普查的數據，當地共有人口8人，而人口密度為每平方千米0.09人。